# 越王者旨於睗剑 (浙江省博物馆藏)
越王者旨於睗剑，浙江省博物馆馆藏文物，1995年在香港从日本收藏家处购买。该剑是诸多越王者旨於睗剑中的一把，是春秋时期越国君主者旨於睗时期铸造的铜剑。

## 入藏经过
1995年9月，上海博物馆馆长马承源受到香港朋友的传真，称在香港市场上发现一柄青铜古剑，请求马承源过目鉴别。马承源根据其色泽、铭文和缠缑初步判断，很可能是一柄春秋战国时期的越王宝剑。随后他动身奔赴香港，并联络浙江省博物馆馆长曹锦炎，两人根据调查确定是一把战国越王者旨於睗剑。
然而浙江博物馆在与卖方沟通下，卖方开价为100万港币。当时也有其他买家表达出强烈购买意愿，有日本收藏家甚至提出150万港币要约。马承源随后多次去香港协商，先借朋友10万港币为定金，将此剑带回内地。与此同时，浙江省博物馆发出一份呼吁企业参与拯救珍稀国宝的倡议书；此书得到了浙江省人民政府关注，随后新闻媒介以及浙江各大企业相继介入响应。终于在省政府牵头下，杭州钢铁集团出资136万港币，将战国越王者旨於睗剑赎回，并无偿捐赠给浙江省博物馆。

## 形制铭文
该剑全长52.4厘米，最宽的地方达到4.1厘米，中间突起的剑脊呈一条直线，直至锋尖，剑脊左右两边的剑从规整匀称，两从斜弧，双刃呈弧形于近锋处收狭，剑体全身呈黄白色。剑格两面铸双钩鸟虫书铭文，正面为“戉（越）王戉（越）王”；反面为“者旨於睗”。字口间镶嵌着极薄的绿松石，剑茎绕丝质缠缑，已呈黑色，带宽约2厘米。

## 其他相关
1995年12月28日，浙江省文化厅和文物局举办隆重的捐赠仪式，国家文物局局长张德勤出席并高度评价此事。浙江博物馆也将此定为镇馆之宝之一。

## 图片

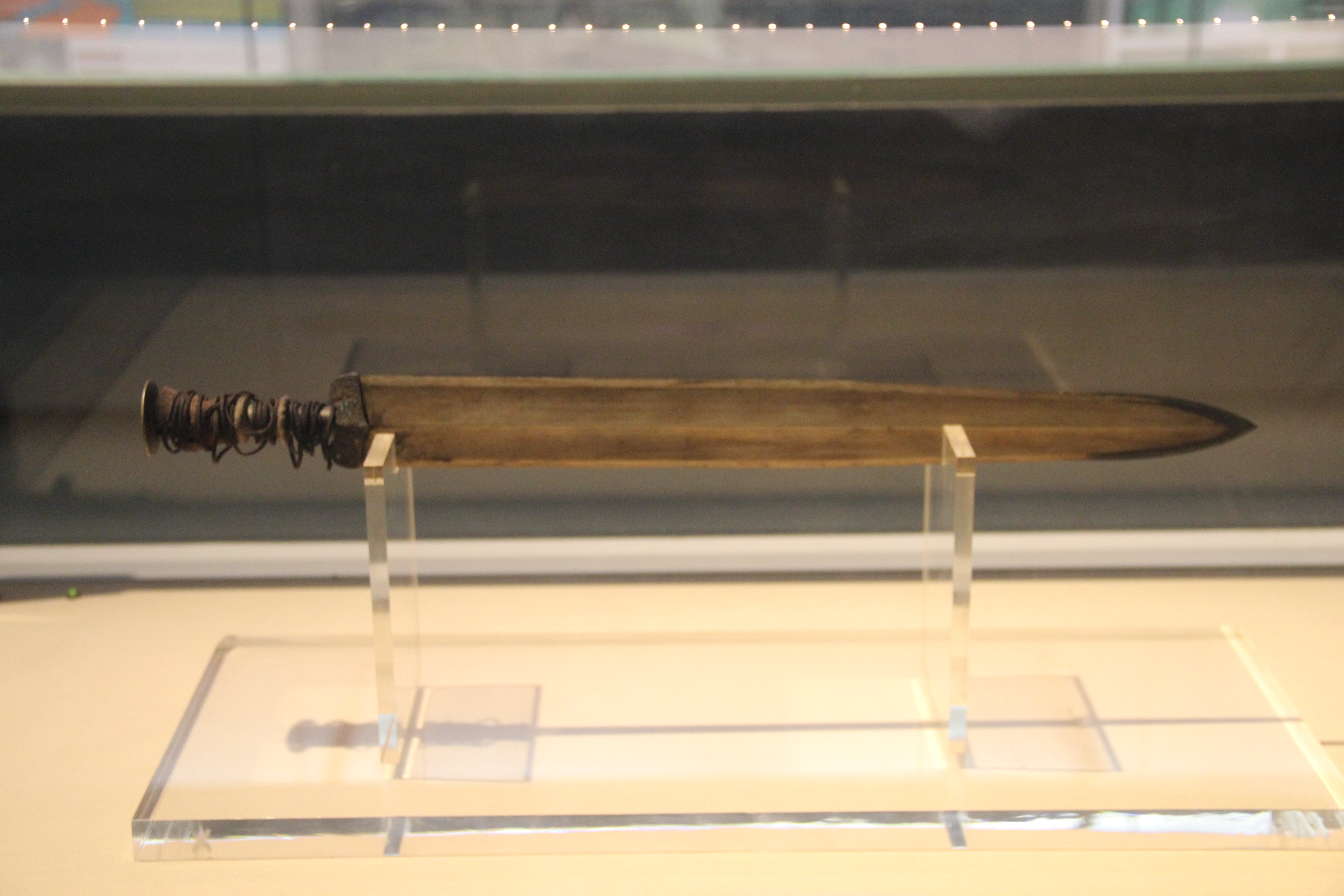
越王者旨於睗剑，浙江博物馆藏
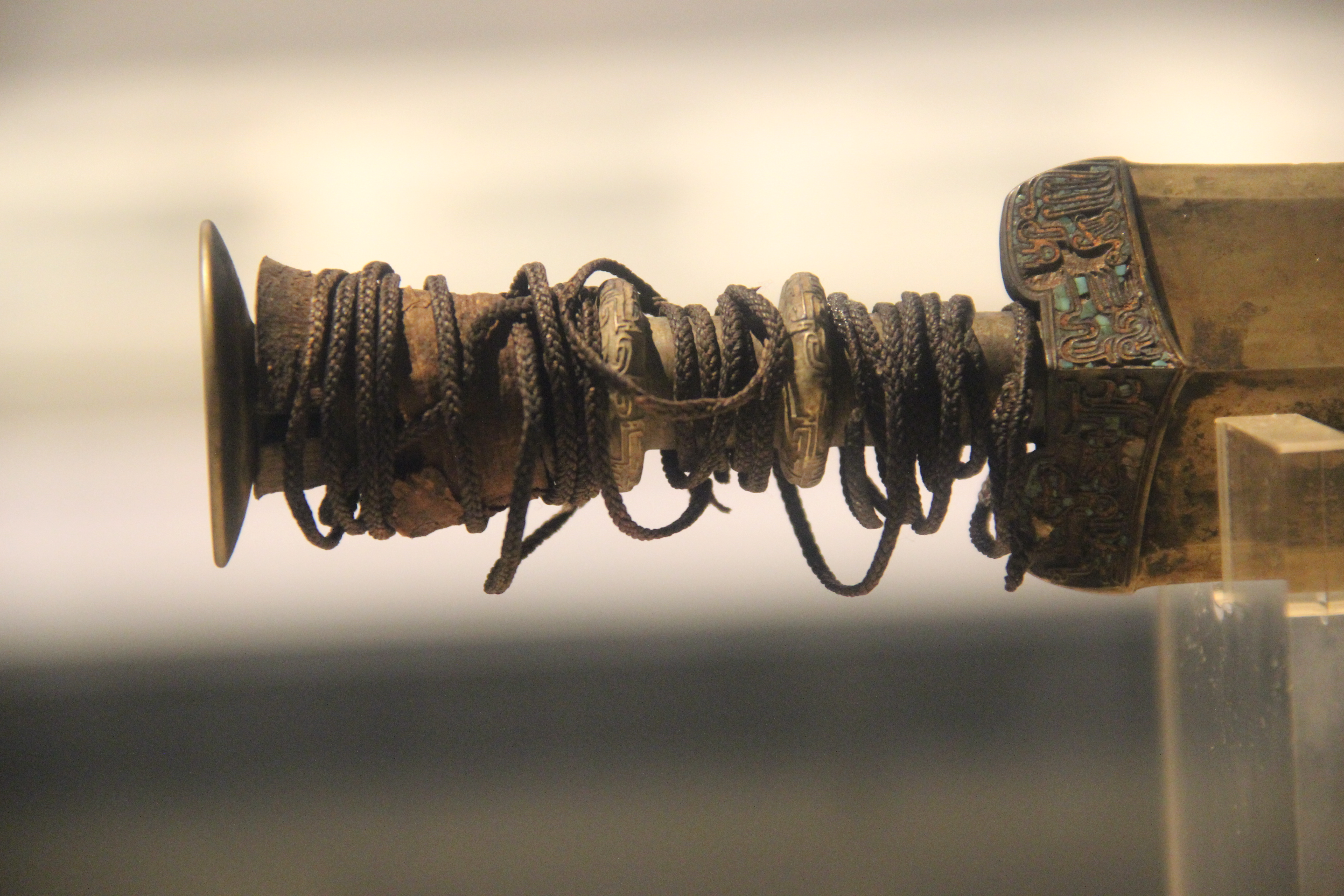
越王者旨於睗剑剑茎绕丝质缠缑
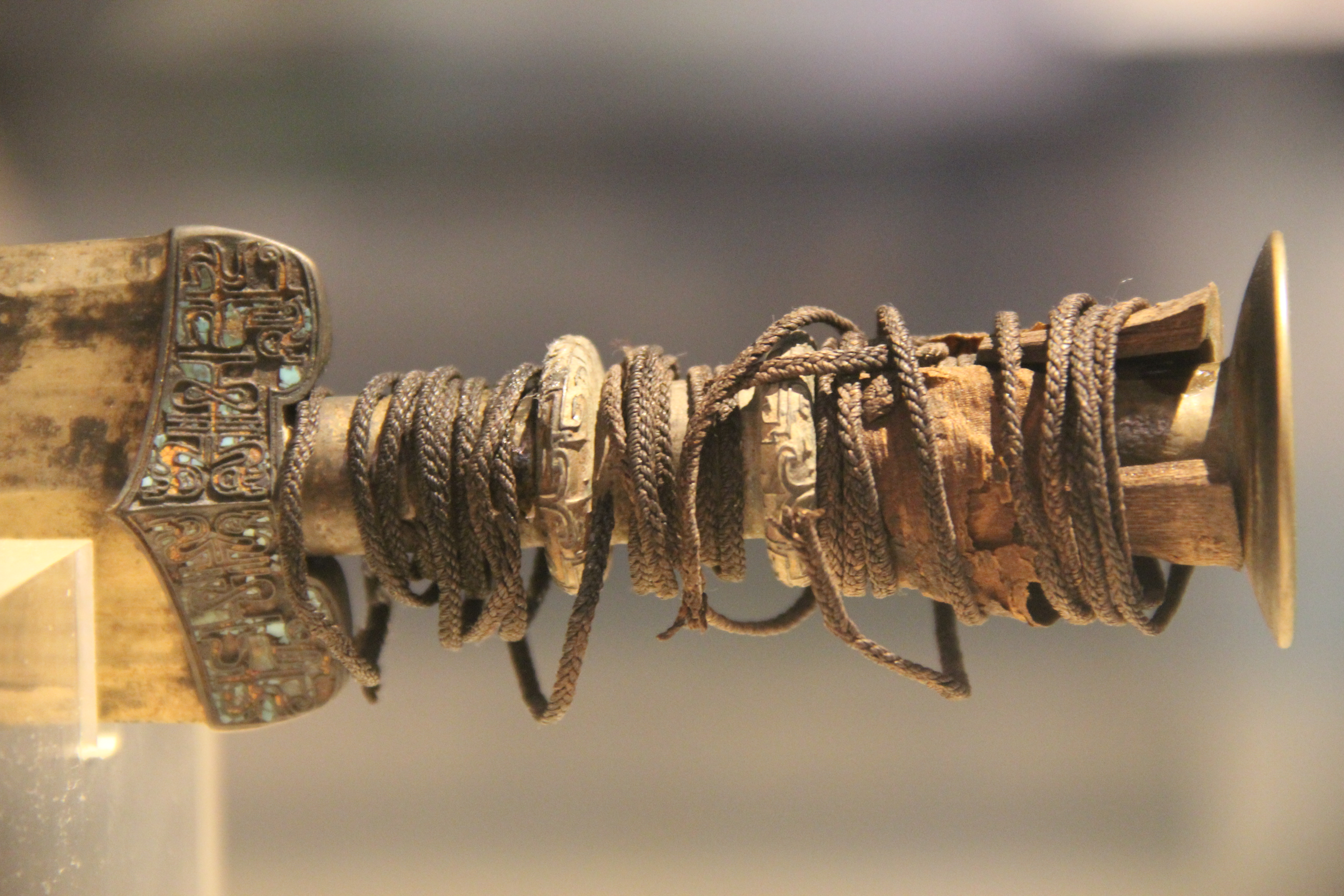
剑茎绕丝质缠缑局部图
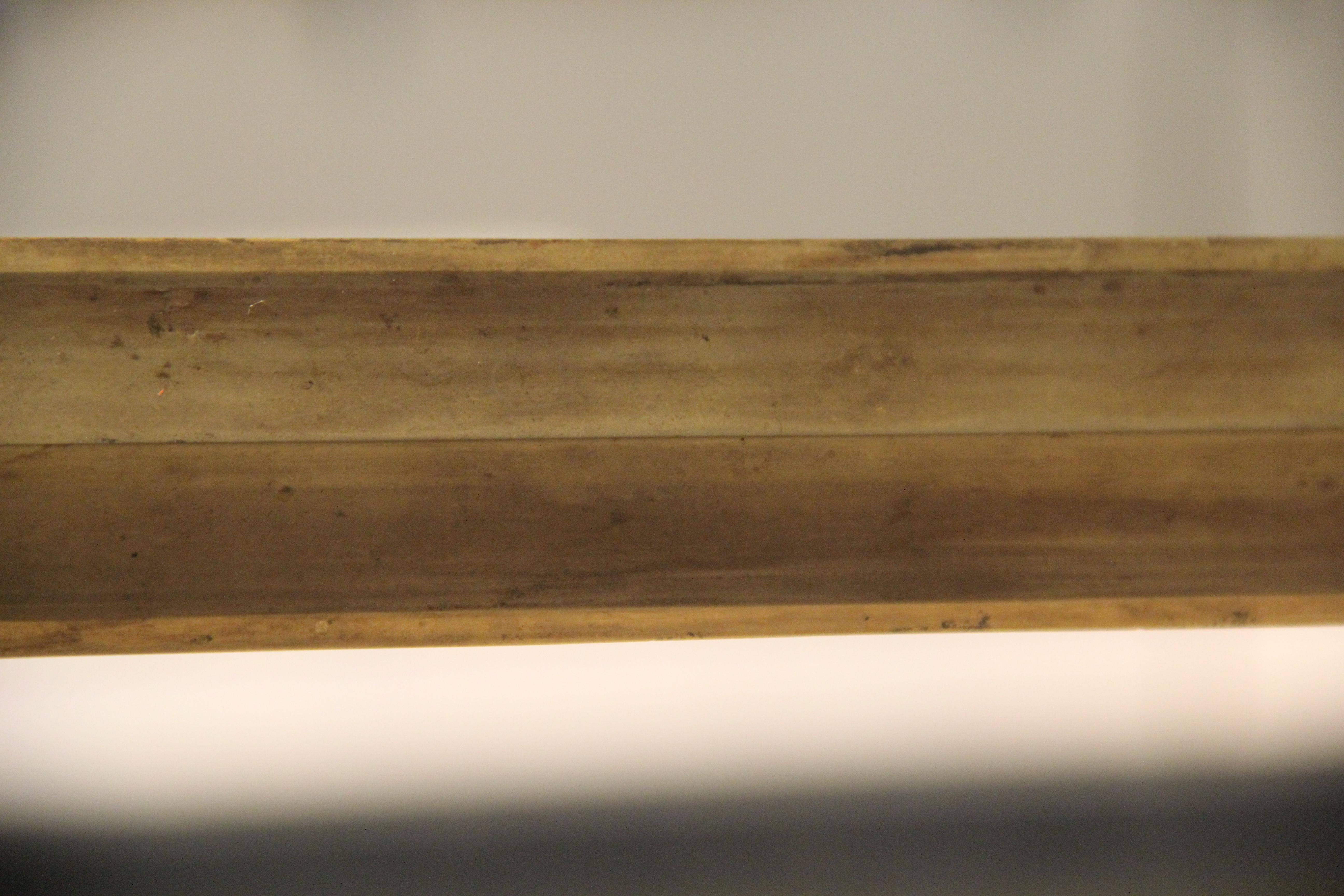
剑身局部图
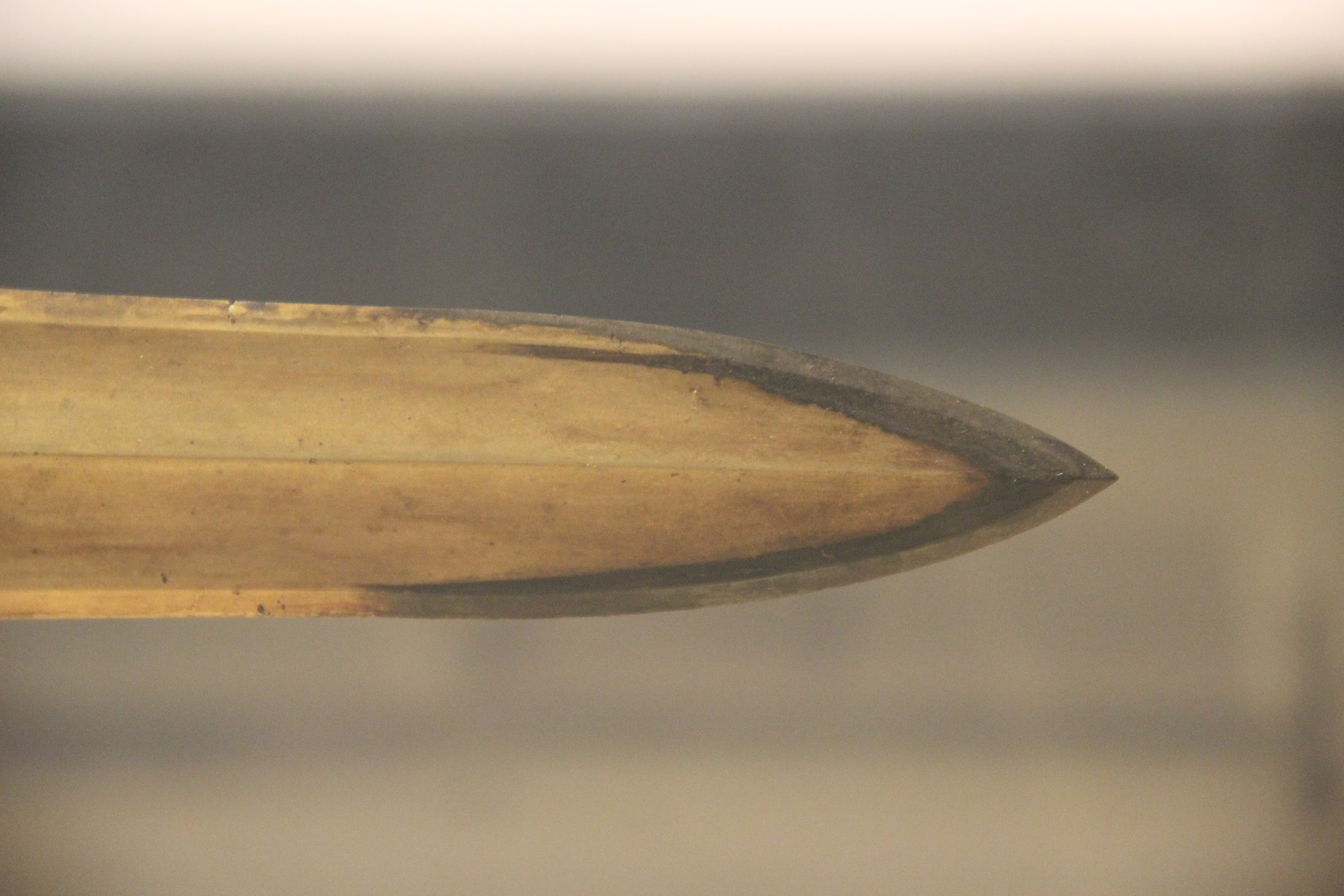
剑尖局部图